# Эвдемонизм
Эвдемони́зм (от «эвдемония», др.-греч. εὐδαιμονία — процветание, блаженство, счастье) — философско-этическая традиция и жизненная установка, признающие единственным и высшим человеческим благом счастье.
Обсуждение взаимосвязей между ēthikē aretē (силы характера) и эвдемонии (счастья) составляло собой одну из центральных тем древней этики и вместе с тем являлось предметом разногласия. В связи с этим существуют как минимум три вариации эвдемонизма: гедонистический, моралистический и синтетический.

## Философия
Согласно приверженцам эвдемонизма, наивысшим благом для человека является счастье. По словам Аристотеля, учение которого относят к эвдемонизму, счастье «мы всегда избираем ради него самого и никогда ради чего-то другого». В работах Аристотеля эвдемония признавалась наивысшей добродетелью. Это центральный концепт в этике Аристотеля и последующей эллинистической философии, наряду с терминами арете («достоинство» или «высокое качество») и фронезис («практическая или этическая мудрость»).
Среди средневековых мыслителей эвдемонизм был свойственен учению Фомы Аквинского и сводился к утверждению, что наивысшее счастье заключается в познании Бога и возможности узреть его в грядущей жизни.
Представители гедонистического направления в эвдемонизме, к которым относят Гассенди, Ламетри, Вольтера, Гольбаха, отождествляли счастье и удовольствие. Однако, в отличие от гедонизма, удовольствие тут ставится в прямую зависимость от добродетелей человека. Согласно Эпикуру, высшим родом удовольствий являются не низменные физические удовольствия, а утончённые духовные. Счастлив тот, кто достиг состояния полной безмятежности, или атараксии.
Одним из критиков эвдемонизма в этике был Иммануил Кант, полагавший, что мотивом по-настоящему морального поступка может быть только долг, но не стремление к счастью.
В современной психологии такое направление, как позитивная психология, ведёт свою историю от учений древнегреческих философов об эвдемонии.
В восточной философии к эвдемонистическому учению можно отнести буддизм с его постулатом об избавлении от всех страданий с целью достижения нирваны. Вот как говорит об этом Далай-лама XIV: «Основная цель человеческой жизни — счастье. Это очевидно. Независимо от того, кто мы — атеисты или верующие, буддисты или христиане, — все мы ищем чего-то лучшего в жизни. Таким образом, по моему мнению, основное движение в нашей жизни — это движение к счастью…».
Видными представителями эвдемонизма были Аристотель, Вольтер, Гольбах, Дидро, Монтень, Сенека, стоики, Спиноза, Фома Аквинский, Эпикур и др.
В 1867—1869 гг. Л. Фейербах написал произведение «Эвдемонизм», опубликованное уже после его смерти. «Эвдемонизм» представляет собой важнейшее этическое сочинение Фейербаха. На русский язык сочинение было впервые переведено С.Бессоновым и опубликовано в Собрании сочинений Фейербаха, т. I, 1925.
Г. С. Померанц приводит замечание К. Н. Леонтьева о том, что во всех своих блужданиях Достоевский оставался «эвдемонистом», верившим в возможность счастья всех людей.

## Политика
Эвдемонизм стал одной из концептуальных основ Декларации независимости США. Право на стремление к счастью провозглашается неотчуждаемым, а одной из целей создания государства признаётся реализация данного права.
Мы исходим из той самоочевидной истины, что все люди созданы равными и наделены их Творцом определенными неотчуждаемыми правами, к числу которых относятся жизнь, свобода и стремление к счастью. Для обеспечения этих прав людьми учреждаются правительства, черпающие свои законные полномочия из согласия управляемых. В случае, если какая-либо форма правительства становится губительной для самих этих целей, народ имеет право изменить или упразднить ее и учредить новое правительство, основанное на таких принципах и формах организации власти, которые, как ему представляется, наилучшим образом обеспечат людям безопасность и счастье.

## Современные трактовки

### Современная психология
См. также: Счастье, Позитивная психология, Позитивная психотерапия
Понятие эвдемонии пришло в психологию и позитивную психологию из ранних работ о самоактуализации и средств её достижения. Авторами этих работ были такие исследователи, как Эрик Эриксон, Гордон Олпорт и Абрахам Маслоу (иерархия потребностей).